# Strada principale 26
La strada principale 26 (H26; in tedesco Hauptstrasse 26; in francese route principale 26) è una strada principale della Svizzera. È un asse nord-sud e collega Möriken-Wildegg a Emmen tra i cantoni Argovia e Lucerna.